# الفورتشانز (فريق موسيقي)
الفورتشانز (بالإنجليزية: The Fortunes)‏ فريق تناغم وإيقاع بريطاني تشكل في برمنغهام، وبرز لأول مرة واشتهر دوليًا في عام 1965، عندما ظهرت أغنيته «لديك مشاكلك You've Got Your Troubles» على قائمة أفضل 10 أغاني في الولايات المتحدة والمملكة المتحدة، وتلى ذلك سلسلة من الأغاني الناجحة، استمرت حتى السبعينيات بإصدارات أكثر نجاحًا عالميًا. قُتل مدير الفريق، ريجينالد كالفيرت، في عام 1966، بطلق ناري في نزاع على محطات قرصنة إذاعية.

## أعضاء الفريق المؤسسين
- رود ألين: (1944- 2008، إيسترن جرين، كوفنتري): غناء رئيسي، وجيتار باس (1963-2008).[3]
- باري بريتشارد (1944 - 1999، سويندون، ويلتشير): جيتار رئيسي، وغناء (1963-1995).[4]
- آندي براون (مواليد 1946، برمنغهام): طبول (1963-1977)[5]
- غلين ديل (1939 – 2019، تشيسترفيلد، ديربيشاير): جيتار إيقاعي (1963-1966).[6]
- ديفيد كار (1943 – 2011، ليتون، لندن): لوحات المفاتيح (1963-1968).[7]

## أشهر أغاني الفريق
- لديك مشاكلك (1965) You've Got Your Troubles[8]
- هنا يأتي مرة أخرى (1965) Here It Comes Again[9]
- هنا يأتي شعور ذلك اليوم الممطر مرة أخرى (1971) Here Comes That Rainy Day Feeling Again[10]
- الحرية تأتي، الحرية تذهب (1971) Freedom Come, Freedom Go[11]
- زوبعة في فنجان (1972) Storm in a Teacup[12]

## تطور واستمرار الفريق
استمر العضو المؤسس والمغني الرئيسي رود ألين في مواجهة تغير أعضاء الفريق باستمرار من عام 1963 حتى وفاته في عام 2008. في عامي 1983 و 1984 على التوالي، انضم مايكل سميثام وبول هوبر، وحصل الفريق بهذا التشكيل على الأسطوانة الذهبية في عام 1987 لمبيعات أكثر من 100.000 نسخة من ألبوم «كل الأغاني الناجحة وأكثر».

## وصلات خارجية
- الموقع الرسمي
- The official Shel Macrae website
- الفورتشانز في قاعدة بيانات الأفلام على الإنترنت
- The Fortunes biography in Oldies.com
- The Fortunes in 45-rpm.org.uk